# اورانو تکسیرا دا ماتا باسلار
اورانو تکسیرا دا ماتا باسلار (انگلیسی: Urano Teixeira da Matta Bacellar; ۲۰ اوت ۱۹۴۷ – ۷ ژانویهٔ ۲۰۰۶) پرسنل نظامی اهل برزیل بود.